# 瓦卢瓦地区帕西
瓦卢瓦地区帕西（法語：Passy-en-Valois，法語發音：[pasi ɑ̃ valwa]），或纯音译作帕西昂瓦卢瓦，是法国上法兰西大区埃纳省的一个市镇，属于蒂耶里堡区。

## 地理
瓦卢瓦地区帕西（49°10'3"N, 3°11'39"E）面积3.41 平方千米，位于法国上法蘭西大區埃纳省，该省份为法国北部内陆省份，北起北部省，西接索姆省和瓦兹省，东临阿登省和马恩省，西南至塞纳-马恩省，东北部与比利时接壤。
与瓦卢瓦地区帕西接壤的市镇（或旧市镇、城区）包括：达马尔、米隆堡、马科尼、马里济-圣热讷维耶沃。

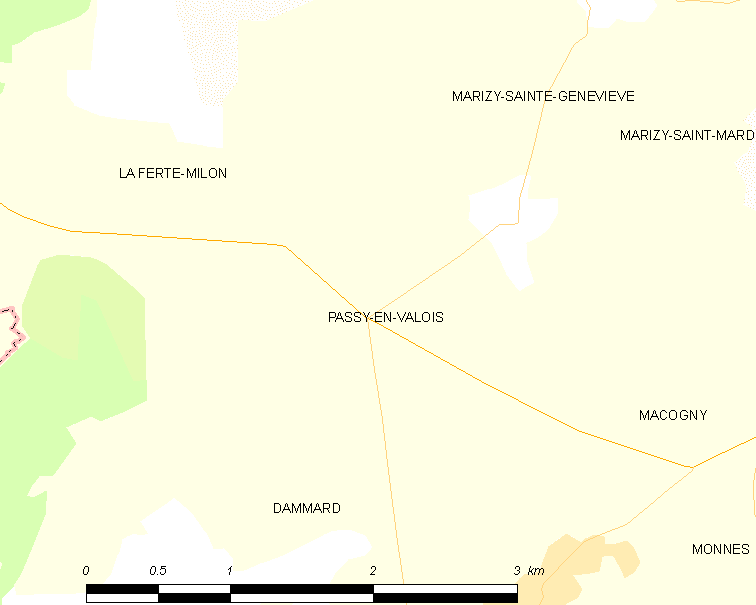
瓦卢瓦地区帕西的OSM定位图

瓦卢瓦地区帕西的时区为UTC+01:00、UTC+02:00（夏令时）。

## 行政
瓦卢瓦地区帕西的邮政编码为02470，INSEE市镇编码为02594。

## 政治
瓦卢瓦地区帕西所属的省级选区为维莱科特雷县。

## 人口

1962-2008年间瓦卢瓦地区帕西人口变化图示

瓦卢瓦地区帕西于2022年1月1日时的人口数量为125人。